# Liste der Monuments historiques in der Synagoge von Carpentras
Die Liste der Monuments historiques in der Synagoge von Carpentras führt die als Monument historique klassifizierten Objekte in der Synagoge der französischen Stadt Carpentras auf.

## Liste der Objekte
| Bezeichnung       | Beschreibung | Standort | Kennzeichnung | Schutzstatus | Datum | Bild |
| ----------------- | --- | -------- | ------------- | ------------ | ----- | ---- |
| Kronleuchter      | 17. Jh., großer Kronleuchter bestehend aus 18 Leuchtarmen in drei Sechsergruppen, hebräische Inschrift auf dem Unterkörper                                      |          | PM84000346    | Classé       | 1946  |      |
| Vier Kronleuchter | 17. Jh., die Kronleuchter bestehen jeweils aus einer einzelnen Gruppe von sechs Leuchtarmen, die mit aus Balustern geformten Kerzenbechern abgeschlossen werden |          | PM84000347    | Classé       | 1946  |      |
| Drei Kronleuchter | 17. Jh. |          | PM84000348    | Classé       | 1946  |      |
| Zwei Kandelaber   | 19. Jh., große siebenarmige Leuchter mit Krallenfüßen |          | PM84000349    | Classé       | 1946  |      |
| Kandelaber        | 19. Jh., großer siebenarmiger Leuchter aus vergoldetem Kupfer                                                                                                   |          | PM84000350    | Classé       | 1946  |      |